# Thảm sát Đại học Bách khoa Virginia

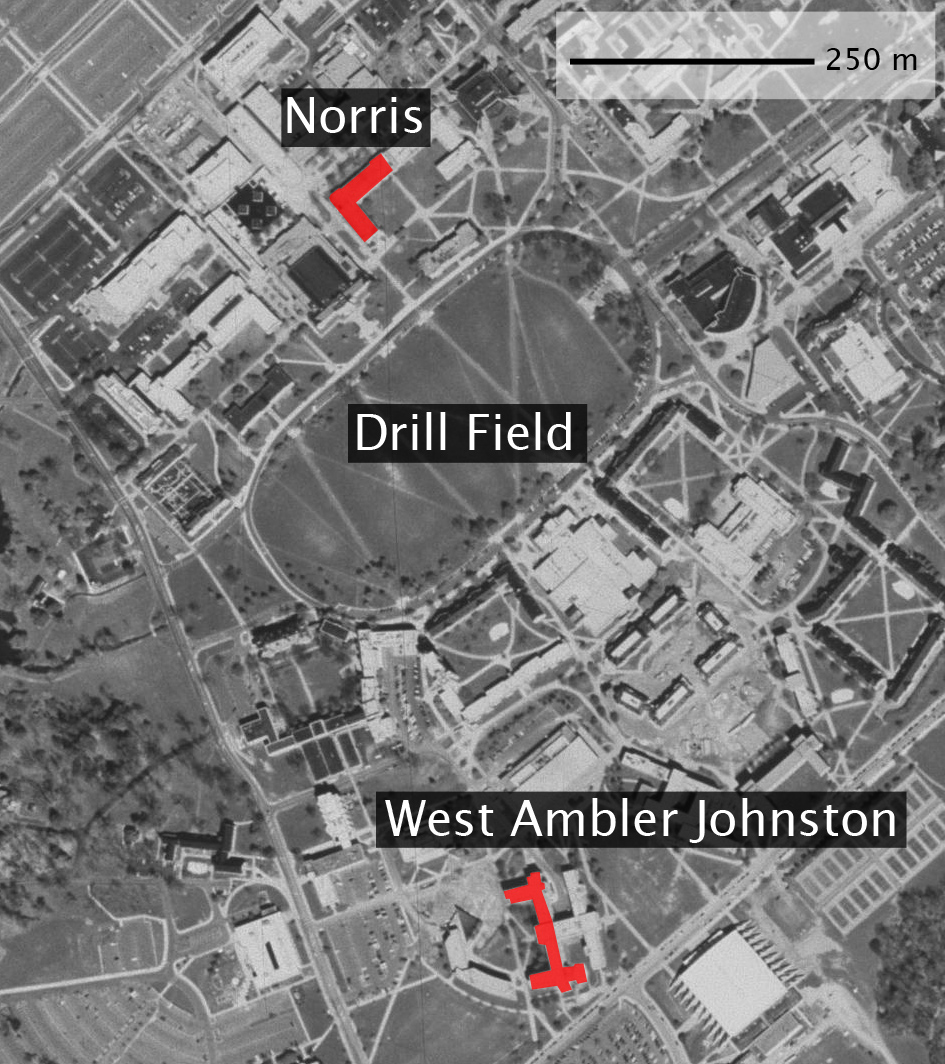
Không ảnh định vị hai tòa nhà Norris và West Ambler Johnston.

Thảm sát Đại học Bách khoa Virginia, còn gọi là Thảm sát Virginia Tech, là một vụ bắn giết trong trường học gồm hai lần tấn công riêng lẻ cách nhau gần hai tiếng đồng hồ xảy ra trong ngày 16 tháng 4 năm 2007 tại khuôn viên Đại học Bách khoa Virginia ở Blacksburg, Virginia, Hoa Kỳ. Sát thủ Cho Seung-Hui giết 32 người và làm bị thương nhiều người khác trước khi tự sát. Cho đến nay, đây là vụ thảm sát thực hiện bởi một thủ phạm, bên trong hoặc ngoài khuôn viên đại học, gây nhiều thương vong nhất trong lịch sử Hoa Kỳ.
Cho, sinh viên Anh ngữ năm cuối, khi còn ở trường trung học đã được chẩn đoán mắc chứng rối loạn lo âu nặng, vẫn được điều trị và phải theo học chương trình hỗ trợ giáo dục đặc biệt. Năm 2005 sau khi vào đại học, Cho bị cáo buộc rình rập hai nữ sinh viên, một thẩm phán đặc biệt ở Virginia đã tuyên bố Cho mắc bệnh tâm thần. Có ít nhất một giáo sư đã yêu cầu Cho xin tư vấn.
Các phương tiện truyền thông trên khắp thế giới tập trung tường thuật vụ thảm sát, nhiều người lên tiếng chỉ trích luật pháp và văn hóa Mỹ. Vụ thảm sát cũng khơi mở nhiều cuộc tranh luận gay gắt về bạo hành có vũ khí, luật kiểm soát súng, các thiếu sót trong mạng lưới sức khỏe tâm thần, tình trạng tâm thần của sát thủ, trách nhiệm của giới quản lý đại học, luật lệ về quyền riêng tư, đạo đức báo chí, và các chủ đề khác. Gia đình các nạn nhân, giới chức thực thi pháp luật ở Virginia, và Hội Tâm thần Mỹ chỉ trích việc các kênh truyền hình đã cho phát sóng bản tuyên ngôn của sát thủ.
Vụ thảm sát cũng thúc đẩy những thay đổi tức thì trong luật pháp Virginia từng cho phép các cá nhân từng bị phán xử là có vấn đề về tâm lý như Cho mua súng ngắn mà không bị kiểm tra theo Hệ thống Quốc gia Kiểm tra nhanh Nhân thân Tội phạm (NICS). Nó cũng giúp thông qua các biện pháp kiểm soát súng cấp liên bang nhằm củng cố NICS, đạo luật này được Tổng thống George W. Bush ký ban hành ngày 5 tháng 1 năm 2008.
Ủy ban Điều tra vụ Virginia Tech, do tiểu bang thành lập, chỉ trích ban lãnh đạo Đại học Virginia Tech vì đã không hành động kịp thời để có thể hạn chế con số thương vong. Bản tường trình của ủy ban xem xét các luật lệ về kiểm soát súng, chỉ ra những thiếu sót trong chăm sóc sức khỏe tâm thần, sự giải thích sai về quyền riêng tư, cũng như những khiếm khuyết cố hữu trong các bộ luật khiến tình trạng sức khỏe của Cho khi đang ở đại học không được chăm sóc đúng mức.

## Tấn công
Cho sử dụng hai khẩu súng ngắn bán tự động: Walther P22 nòng.22, và Glock 19. Vụ bắn giết diễn ra vào những thời điểm khác nhau, khởi đầu ở tòa nhà West Ambler Johnston, rồi mới tới tòa nhà Norris.

### Tòa nhà West Ambler Johnston
Khoảng 6:45 sáng giờ miền Đông, người ta thấy Cho xuất hiện ở lối vào West Ambler Johnston Hall, tòa nhà này là ký túc xá chứa 894 sinh viên nam nữ. Trước 10 giờ sáng, người ta phải sử dụng chìa khóa từ mới có thể vào bên trong. Cho có hộp thư trong hành lang tòa nhà nên chỉ có thể vào sau 7:30. Vẫn chưa biết rõ làm thế nào mà trong thời điểm ấy Cho có thể vào tòa nhà.
Khoảng 7:15 sáng, Cho bắn các nạn nhân đầu tiên: một nữ sinh viên năm thứ nhất 19 tuổi, Emily J. Hilscher, đến từ Woodville, Virginia; Ryan C. Clark, 22 tuổi, sinh viên năm thứ tư cũng là một quản lý trong ký túc xá, cả hai bị bắn chết trong phòng của Hilscher. Cho rời hiện trường trở lại phòng trọ của mình. Trong khi cảnh sát và nhân viên y tế đang có mặt ở ký túc xá kề bên, Cho thay áo quần dính máu, mở vi tính để xóa e-mail, và gỡ bỏ ổ cứng. Khoảng một giờ sau vụ tấn công thứ nhất, có người thấy Cho gần một cái ao trong trường. Giới chức trách nghi ngờ Cho đến đó để ném xuống nước ổ cứng máy tính và điện thoại di động, nhưng sau khi dò tìm, họ không có được gì.
Gần hai giờ sau vụ bắn giết đầu tiên, Cho đến một bưu điện gần đó để gởi một gói hàng đến NBC News, trong đó có những ghi chép của Cho và một băng video; dấu bưu điện trên gói hàng ghi 9:01 a.m. rồi đi bộ đến địa điểm thứ hai. Trong ba-lô, Cho mang theo vài dây xích, ổ khóa, một cái búa, một con dao, hai khẩu súng, 19 ổ đạn với 10 và 15 phát mỗi ổ, và gần 400 viên đạn.

### Tòa nhà Norris
Hai giờ sau vụ bắn đầu tiên, Cho bước vào tòa nhà Norris, dùng dây xích khóa chặt ba cửa ra vào, mỗi chỗ đặt một thông báo cho biết bom sẽ nổ nếu ai đó cố mở cửa. Một thành viên ban giảng huấn thấy tờ thông báo vội đem lên tầng ba để báo cho ban lãnh đạo nhà trường. Nhưng ngay lúc ấy, Cho đã lên tới tầng hai và bắt đầu xả súng vào sinh viên và giảng viên.
Trước đó, có người thấy Cho thò đầu vào một vài phòng học. Erin Sheehan, một nhân chứng và là người sống sót ở phòng 207, thuật cho báo chí rằng sát thủ "nhìn vào hai lần", và "lấy làm lạ vì đến thời điểm này của học kỳ mà vẫn có người còn bị lạc, phải đi tìm phòng học". Vụ bắn giết đầu tiên trong tòa nhà Norris xảy ra khi Cho bước vào lớp thủy văn học nâng cao của Giáo sư G. V. Loganathan ở phòng 206. Trước tiên, Cho bắn chết giáo sư, rồi tiếp tục nã đạn cướp mạng sống 13 sinh viên và làm bị thương hai người khác; chỉ có hai sinh viên sống sót mà không bị thương tích. Kế đó, Cho băng qua hành lang tới phòng 207, Christopher James Bishop đang dạy tiếng Đức, sau khi giết chết Bishop, Cho bắn vào sinh viên làm 4 người thiệt mạng và 6 người bị thương. Cho đến phòng 211 và 204, nạp đạn vào súng, bắn giết sinh viên và giáo sư trong phòng học cũng như ở hành lang, rồi quay lại một vòng các lớp học. Đến cuối cuộc tấn công lần thứ hai, 9 phút sau khi 911 nhận cuộc gọi, tổng cộng kéo dài từ 10 đến 12 phút, Cho đã bắn 174 phát đạn, sát hại 30 người, và làm 17 người khác bị thương. Sydney J. Vail, giám đốc trung tâm chấn thương Bệnh viên Carilion Roanoke Memorial, nói rằng việc Cho chọn loại đạn 9 mm đầu lõm đã làm nặng các vết thương hơn.
Cảnh sát phải mất gần năm phút mới có thể vào trong tòa nhà. Khi lên đến tầng hai, cảnh sát nghe tiếng súng sau cùng của Cho. Cảnh sát tìm thấy Cho chết trong phòng 211, lớp học của Jocelyne Couture-Nowak, với một phát đạn vào đầu. Trong cuộc điều tra, Giám đốc Cảnh sát Tiểu bang William Flaherty tường trình rằng đã tìm thấy 203 viên đạn chưa sử dụng, "Hắn đã chuẩn bị kỹ để tiếp tục cuộc tàn sát".
Một sinh viên tên Jamal Albarghouti sử dụng điện thoại di động ghi lại một phần vụ tấn công từ bên ngoài tòa nhà Norris. Đoạn phim này đã được phát sóng trên nhiều kênh tin tức.

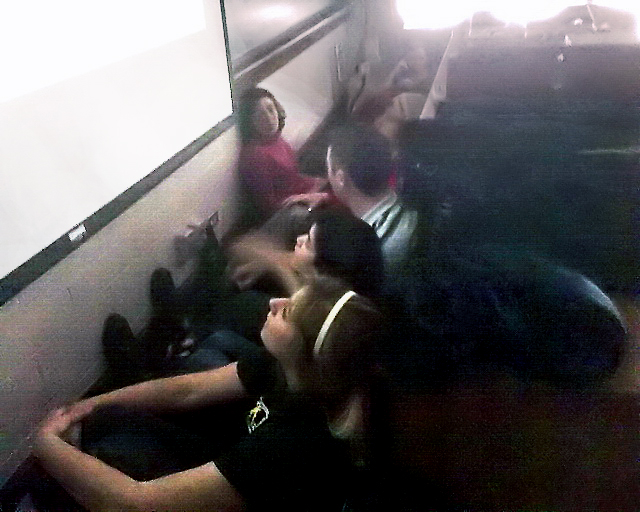
Sinh viên Pháp văn đang núp trong phòng 212

Nikolas Macko, một sinh viên của trường Virginia Tech, thuật cho BBC News những điều chứng kiến trong vụ thảm sát. Macko đang ở trong lớp khoa học vi tính phòng 205, nghe Haiyan Cheng, một sinh viên cao học, giảng bài. Cheng đứng lớp thay giáo sư trong ngày ấy. Khi nghe tiếng súng từ hành lang, ít nhất có ba người trong phòng đẩy một chiếc bàn chắn cửa lại. Sát thủ cố mở cửa phòng, bắn hai phát súng, một trúng bục giảng, một ra cửa sổ. Sát thủ nạp đạn, rồi bắn vào cửa, Macko thuật lại, có "nhiều, nhiều phát súng."
Bão đông bắc vào lúc đó đã khiến việc sử dụng trực thăng vận chuyển người bị thương là không thể. Các nạn nhân được đưa đến Bệnh viện Khu vực Montgomery ở Blacksburg, Trung tâm Y tế Carilion New River ở Radfford, Bệnh viện Carilion Roanoke Memorial ở Roanoke, và Trung tâm Y tế Lewis-Gale tại Salem.

### Những nỗ lực chống cự
Khi đang diễn ra cuộc thảm sát, có vài người vẫn cố giúp đỡ những người khác:
- Giáo sư Liviu Librescu bị bắn khi đang gắng sức giữ chặt cửa lớp học của ông, phòng 204. Ông đã thành công trong nỗ lực ngăn cản sát thủ cho đến khi hầu hết sinh viên trong lớp trốn thoát qua cửa sổ nhưng phải lãnh nhiều phát đạn xuyên qua cửa. Một sinh viên trong lớp cũng thiệt mạng.[25]
- Jocelyne Couture-Nowak cố cứu mạng sinh viên trong lớp Pháp ngữ của cô, phòng 211, sau khi phát hiện Cho đang ở ngoài hành lang.[26] Colin Goddard, một trong bảy người sống sót thuật lại rằng Couture-Nowak ra lệnh sinh viên tập trung vào cuối phòng trong khi cô dùng các chướng ngại vật để chặn cửa. Couture-Nowak đã trả giá cho nỗ lực này bằng sinh mạng của mình.[27]
- Henry Lee, một sinh viên người Mỹ gốc Việt trong lớp Pháp ngữ của Giáo sư Couture-Nowak, bị giết khi đang cùng cô giáo chặn cửa ngăn sát thủ vào lớp.[28]
- Trong phòng 206, dù đã bị thương Waleed Shaalan vẫn cố di chuyển để thu hút sự chú ý của Cho khỏi một sinh viên kế cận khi sát thủ quay lại phòng học này, Shaalan thiệt mạng khi bị bắn lần thứ hai, theo lời kể của một nhân chứng.[29]
- Cũng trong phòng 206, Guillermo Colman thoát chết nhờ một bạn cùng lớp, Partahi Mamora Halomoan Lumbantoruan nằm đè lên trên.[30] Nhiều phát đạn kết thúc mạng sống của Lumbantoruan dù Colman không biết chắc Lumbantoruan làm thế là để cứu mạng Colman hay chỉ ngã đổ vào Colman sau khi bị bắn.[31][32][33][34]
- Sinh viên Zach Petkewicz dùng một chiếc bàn lớn chặn cửa phòng 205 khi giáo sư dạy thế Haiyan Cheng và một bạn gái trong lớp thấy Cho đang đi về phía họ. Cho bắn vài phát súng xuyên cửa nhưng không vào được. Cả lớp học được an toàn.[19][35]
- Khi bị tấn công, Katelyn Carney, Derek O'Dell, Trey Perkins, và Erin Sheehan dùng chướng ngại vật chắn cửa phòng 207 của lớp tiếng Đức để chăm sóc những người bị thương. Vài phút sau, Cho quay lại nhưng O'Dell, Perkins, và Carney tìm cách ngăn hắn lại. O'Dell và Carney bị thương.[36][37][38]
- Khi nghe tiếng huyên náo ở tầng dưới, Giáo sư Kevin Granata, đang ở trên tầng ba tòa nhà Norris, dẫn 20 sinh viên trong phòng học kế bên vào văn phòng, cửa ở đây có trang bị khóa, rồi đi theo cầu thang xuống tầng dưới để thăm dò tình hình nhưng bị bắn, Granata chết do vết thương. Tất cả sinh viên ẩn náu trong văn phòng của Granata đều sống sót.[39]

### Nạn nhân
Trong hai lần tấn công, Cho sát hại 5 thành viên ban giảng huấn và 27 sinh viên rồi tự kết thúc mạng sống mình. Theo tường trình của ban điều tra Virginia Tech, Cho bắn bị thương 17 người; 6 người khác mang thương tích vì cố trốn thoát bằng cách nhảy qua cửa sổ tầng hai.

## Thủ phạm
Thủ phạm được nhận diện là Seung-Hui Cho, 23 tuổi, công dân Hàn Quốc sinh sống ở Hoa Kỳ theo qui chế thường trú nhân. Cho đang theo học chương trình cử nhân tại Virginia Tech, trú ở tòa nhà Harper, một ký túc xá ở phía tây tòa nhà West Ambler Johnston.
Bản tường trình tháng 8 năm 2007 của ban điều tra Virginia Tech dành hơn 30 trang cho tiểu sử đầy rắc rối của Cho. Mới ba tuổi người ta đã nhận ra Cho là một cậu bé yếu đuối, nhút nhát, không thích những tiếp xúc thân thể. Lúc đầu, các phương tiện truyền thông nhắc đến những suy diễn của các thân nhân người Hàn Quốc của Cho cho rằng sát thủ là bệnh nhân tự kỷ, nhưng bản tường trình đã bác bỏ điều này. Đến lớp tám, Cho bị chẩn đoán trầm cảm nghiêm trọng và câm lặng (selective mutism), một dạng rối loại lo âu khiến cậu không muốn nói chuyện. Gia đình tìm cách chữa trị trong thời gian Cho học trung học. Những tường trình trước đó cho thấy Cho thường bị bắt nạt khi ở trung học do khuyết tật này dù ban điều tra Virgiania không đưa ra xác nhận nào. Giới chức trường học có làm việc với cha mẹ Cho, các tư vấn viên sức khỏe tâm thần đã giúp đỡ Cho trong hai năm cuối trung học. Nhưng dần dà Cho từ chối điều trị. Sau khi vào học ở Virginia Tech, không có báo cáo nào của trường về các vấn đề của Cho, cũng không có quy chế giáo dục đặc biệt nào vì luật liên bang về bảo vệ sự riêng tư cấm tiết lộ những thông tin như thế.

Một trong những tấm ảnh Seung-Hui Cho gửi NBC News ngay trong ngày xảy ra vụ thảm sát.

Ban điều tra Virginia Tech liệt kê chi tiết các hành động bất thường của Cho khi bắt đầu năm thứ hai như là những dấu hiệu cảnh báo về tình trạng tâm thần đang xấu đi của Cho. Một vài giáo sư đã báo cáo rằng các bài viết cũng như hành vi của Cho trong lớp học có biểu hiện rối loạn tâm thần, và khuyến khích Cho xin tư vấn. Cho cũng bị điều tra do những cáo buộc rình rập và quấy nhiễu hai nữ sinh viên. Trước đó, đã có tin báo Cho gây nên vụ thảm sát là vì có gây gổ xung đột cá nhân với bạn gái. Tuy nhiên Emily Hilscher, một trong hai nạn nhân đầu tiên, không có liên hệ mật thiết gì với sát thủ. Năm 2005, một thẩm phán đặc biệt ở Virginia tuyên bố Cho mắc bệnh tâm thần và buộc Cho phải điều trị.
Bản tường trình này cũng qui lỗi cho giới chức đại học vì đã giải thích sai luật liên bang về quyền riêng tư mà giấu kín các thông tin về tình trạng bệnh tật của Cho, đồng thời chỉ ra những khiếm khuyết của trung tâm tư vấn Virginia Tech, luật tâm thần và dịch vụ sức khỏe tâm thần của tiểu bang Virginia. Tuy nhiên, bản tường trình kết luận "chính Cho mới là trở ngại lớn nhất trong nỗ lực ổn định sức khỏe của mình" trong khi ở đại học.
Các chẩn đoán về tình trạng tâm lý của Cho trong thời điểm diễn ra cuộc thảm sát chỉ đơn thuần là những suy diễn. Các phương tiện truyền thông thường so sánh động lực giết người và tình trạng tâm thần của Cho với hai sát thủ trong vụ thảm sát trường trung học Columbine; song không thể khẳng quyết rằng động lực và tình trạng tâm thần của Eric Harris và Dylan Klebold là tương đồng với Cho. Trong quá trình điều tra, cảnh sát tìm thấy trong phòng của Cho một cuốn sổ tay ghi những nhận xét về "bọn nhóc giàu có", "lũ trụy lạc", và "đám lang băm dối trá." Ngày 18 tháng 4 năm 2007, NBC News nhận một bưu kiện Cho gởi đến trong thời điểm giữa hai cuộc tàn sát, gồm một tuyên ngôn dài 1.800 từ, hình ảnh, và 27 băng video kỹ thuật số, trong đó Cho ví sánh mình với Chúa Giê-xu, và bày tỏ sự căm ghét đối với giới giàu có. Cho nói, "Các người dồn ta vào chân tường, cho ta chỉ duy nhất một lựa chọn... Các người thích đóng đinh ta. Các người thích gieo ung bứu vào đầu ta, nỗi kinh hãi vào tim ta, và xé nát linh hồn ta." Theo kết luận của ban điều tra Virginia Tech, bởi vì Cho không có khả năng xử lý các căng thẳng, và một tương lai u ám vì bị đưa vào thế giới của việc làm, tài chính, trách nhiệm và gia đình", Cho quyết định tự biến mình thành một người "sẽ được tưởng nhớ như là cứu tinh của những kẻ bị áp bức, chà đạp, nghèo khó, và bị chối bỏ."

## Phản ứng

### Nhà trường
Lúc 9:26 a.m. nhà trường gửi e-mail thông báo cho sinh viên về sự việc, tức là hơn hai giờ sau khi diễn ra vụ bắn giết đầu tiên mà họ nghĩ chỉ là một vụ việc nội bộ rời rạc. Trong bản tường trình sau cùng vào tháng 8 năm 2007, ban điều tra tiểu bang đồng thuận với những phê phán của công luận cho rằng các viên chức đại học đã sai lầm khi sớm kết luận rằng các phản ứng ban đầu của họ đối với vụ thảm sát là đúng và đã trì hoãn gần hai tiếng đồng hồ trước khi đưa ra một thông báo toàn trường. Bản tường trình cũng đồng ý với quan điểm của cảnh sát về quyết định đóng cửa nhà trường vào thời điểm ấy là điều bất khả thi, nhưng cho rằng có thể giảm thiểu số thương vong nếu nhà trường ra lệnh hủy bỏ các lớp học, báo động sớm và quyết liệt hơn về việc xuất hiện một sát thủ trong trường.
Virginia Tech đình chỉ các lớp học những ngày còn lại trong tuần, đóng cửa tòa nhà Norris cho đến hết học kỳ, và tổ chức đêm thắp nến canh thức ngày 14 tháng 4. Nhà trường cũng cung cấp dịch vụ tư vấn cho sinh viên và ban giảng huấn. Hội Chữ Thập Đỏ Mỹ cử vài chục tư vấn viên về khủng hoảng đến Blacksburg để giúp đỡ sinh viên. Nhà trường cũng cho phép sinh viên, nếu muốn, có thể rút ngắn các môn học trong học kỳ mà vẫn có điểm.
Một ngày sau vụ thảm sát, Virginia Tech thành lập Quỹ Hokie Spirit Memorial để tưởng nhớ và vinh danh các nạn nhân. Quỹ được sử dụng để trang trải các chi phí như trợ giúp các nạn nhân và gia đình, tư vấn về đau buồn, các buổi tưởng niệm, các phí tổn truyền thông, và chi phí an ủi. Đầu tháng 6 năm 2007, Tổ chức Virginia Tech cho biết có 3,2 triệu USD được trích từ quỹ để lập 32 quỹ tặng dữ riêng biệt, mỗi quỹ được dùng để vinh danh một nạn nhân thiệt mạng trong vụ thảm sát. Đến đầu tháng 6, số tiền đóng góp cho Quỹ Hokie Spirit Memorial là xấp xỉ 7 triệu USD. Đến tháng 10 năm 2007, gia đình các nạn nhân và những người sống sót đã nhận những khoản tiền từ 11.500 USD đến 208.000 USD.

### Sinh viên

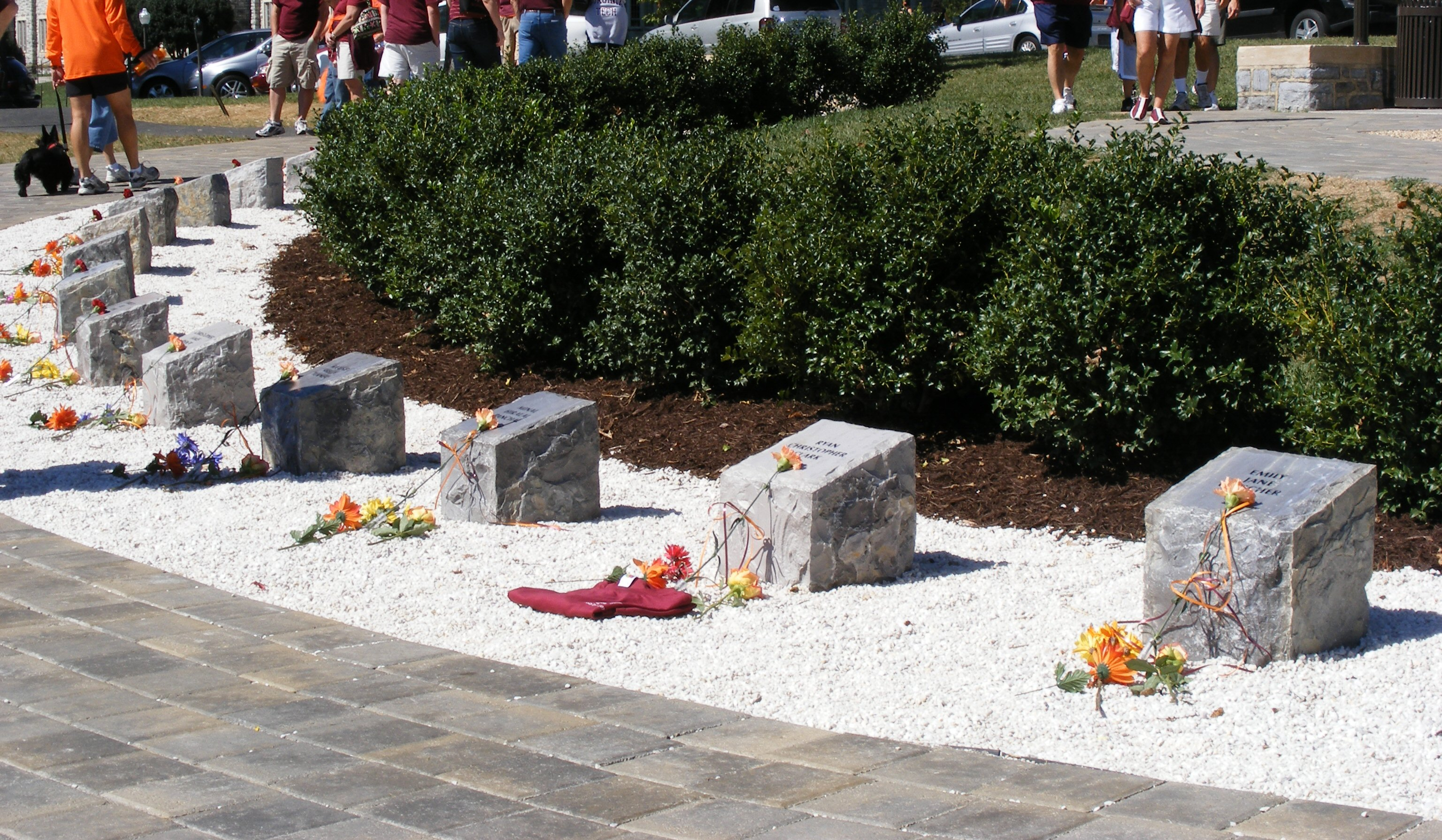
Điểm Tưởng niệm với 32 viên đá Hokie.

Ngay khi nhận thức được nguy cơ, các sinh viên sử dụng điện thoại và hệ thống mạng xã hội để thông báo cho nhau và cho gia đình các thông tin về tình trạng của họ. Người ta tìm thấy một số tử thi với điện thoại di động vẫn đang có tiếng chuông.
Mặc dù sinh viên gốc Hàn ở Virginia Tech tỏ ra lo ngại sẽ trở nên mục tiêu của sự trả thù, không có trường hợp chống sinh viên gốc Á nào được ghi nhận trong những tuần lễ tiếp theo vụ thảm sát.
Mặc dù vụ thảm sát xảy ra ngay trong thời điểm thí sinh hồi đáp thông báo trúng tuyển đại học, Virginia Tech vẫn vượt chỉ tiêu tuyển sinh 5.000 sinh viên cho khóa tốt nghiệp năm 2011.
Ngay sau khi xảy ra vụ thảm sát và trong những ngày kế tiếp, những điểm tưởng niệm tự phát xuất hiện rải rác trong khuôn viên trường học. Nhiều người đặt hoa và các kỷ vật dưới chân đài quan sát Drillfield, ngay trước tòa nhà Burruss. Có 32 viên đá Hokie (loại đá đặc biệt chỉ có ở vùng tây nam Virginia, được dùng làm vật liệu chính xây dựng các tòa nhà của Virginia Tech), mỗi viên đá khắc tên một nạn nhân, xếp theo hình bán nguyệt trước khán đài Drillfield.

### Chính quyền
Tổng thống Bush và Đệ Nhất Phu nhân Laura đến thăm và dự một hội nghị tại Virginia Tech một ngày sau vụ thảm sát. Cục Thuế Liên bang (IRS) và Sở Thuế Virginia gia hạn sáu tháng cho các cá nhân bị tác hại bởi vụ bắn giết. Thống đốc Virginia Tim Kaine rút ngắn chuyến công du đến Tokyo, Nhật Bản, và tuyên bố tình trạng khẩn cấp ở Virginia. Quy chế này cho phép thống đốc sử dụng nhân lực, thiết bị, và các nguồn tài nguyên khác của tiểu bang để giúp đỡ các nạn nhân.

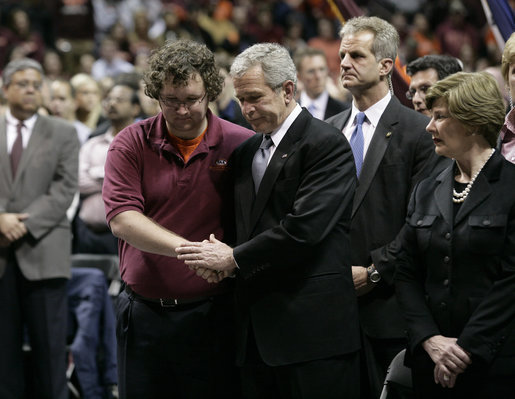
Tổng thống George W. Bush sau khi đọc diễn văn trong lễ tưởng niệm tại Virginia Tech.

Thống đốc Kaine cũng cho thành lập một ủy ban tám thành viên, trong đó có cựu bộ trưởng an ninh nội địa Hoa Kỳ Tom Ridge, với nhằm xem xét mọi khía cạnh của vụ thảm sát, từ bệnh án của Cho đến việc trì hoãn của nhà trường trong quyết định đưa ra báo động cho sinh viên và đóng cửa trường học sau khi tìm ra thi thể của hai nạn nhân đầu tiên. Đến tháng 8 năm 2007, ủy ban đưa ra nhận xét rằng lực lượng cảnh sát của trường Virginia Tech đã không có hành động thích hợp để đối phó với tình huống khi kết luận ban đầu là nhầm lẫn. Ủy ban cũng gởi 70 khuyến nghị giúp ngăn chặn những vụ việc tương tự tới các trường đại học, trung tâm sức khỏe tâm thần, lực lượng thực thi pháp luật, dịch vụ khẩn cấp, các nhà làm luật và giới chức trách tại Virginia cũng như những nơi khác. Trong khi ủy ban tìm thấy những sai sót trong thẩm định tình thế và trong quy trình hoạt động, họ cũng cho rằng Cho phải chịu trách nhiệm về hành động của mình, với ngụ ý quy trách nhiệm cho bất cứ ai khác là sai lầm.
Trong khi đó, các viên chức dân cử Virginia xem xét tình trạng thiếu đồng bộ giữa luật liên bang và luật tiểu bang về quyền mua súng. Trong vòng hai tuần lễ, Thống đốc Kaine ra sắc lệnh giải quyết dứt điểm tình trạng này.
Nhân sự kiện này, Chính phủ liên bang thông qua luật kiểm soát súng quan trọng nhất trong hơn một thập niên. Dự luật H.R. 2640 ấn định những thay đổi trong quy trình khai báo cho Hệ thống Kiểm tra nhanh Nhân thân Toàn quốc (NICS) nhằm trì hoãn việc mua súng của tội phạm, bệnh nhân tâm thần, và những đối tượng bị cấm sở hữu súng, đồng thời cung cấp số tiền 1,3 tỉ USD từ ngân sách liên bang để thực hiện những thay đổi này. Cả Chiến dịch Brandy Ngăn chặn Bạo động bằng Súng và Hiệp hội Súng trường Quốc gia đều ủng hộ đạo luật này. Dự luật được thông qua tại Viện Dân biểu ngày 13 tháng 6 năm 2007, và tại Thượng viện ngày 19 tháng 12 trong năm. Tổng thống Bush ký ban hành ngày 5 tháng 1 năm 2008. Ngày 24 tháng 3 năm 2008, Bộ Giáo dục Hoa Kỳ công bố những thay đổi trong quy định liên quan đến học bạ sinh viên nhằm thực thi các biện pháp quân bình giữa quyền riêng tư cá nhân với sự an toàn cho cộng đồng.

### Hàn Quốc
Sau khi nhận diện thủ phạm, người dân Hàn bị chấn động và hổ thẹn, Chính phủ Hàn Quốc triệu tập phiên họp khẩn cấp để xem xét các hậu quả. Một đêm thắp nến canh thức được tổ chức bên ngoài Đại sứ Quán Hoa Kỳ tại Seoul. Tổng thống Hàn Quốc Roh Moo-hyun bày tỏ sự thương tiếc sâu sắc nhất. Đại sứ Hàn Quốc tại Hoa Kỳ và các nhà lãnh đạo tôn giáo của cộng đồng người Mỹ gốc Hàn kêu gọi đồng bào của họ ở Mỹ kiêng ăn cầu nguyện trong 32 ngày, mỗi ngày cho một nạn nhân, để bày tỏ sự ăn năn. Ngoại trưởng Song Min-soon cho biết đã tiến hành các biện pháp an toàn cho người Hàn sinh sống tại Hoa Kỳ, rõ ràng là vì e sợ những vụ trả đũa có thể xảy ra. Một viên chức bộ ngoại giao bày tỏ hi vọng vụ thảm sát sẽ không "dấy lên sự đối đầu hoặc các định kiến về chủng tộc." Cộng đồng Hàn kiều thở phào nhẹ nhõm khi thấy các phương tiện truyền thông chỉ tập chung vào các vấn đề tâm lý của Cho. Tổ chức Du lịch Hàn Quốc (KTO) thu hồi chương trình quảng cáo "Rực rỡ Hàn Quốc" trên CNN, một viên chức KTO nói rằng sẽ là không thích hợp khi cho phát sóng những quảng cáo về văn hóa và nét đẹp thiên nhiên của Hàn Quốc xen kẽ với những hình ảnh về vụ thảm sát.

### Những phản ứng khác

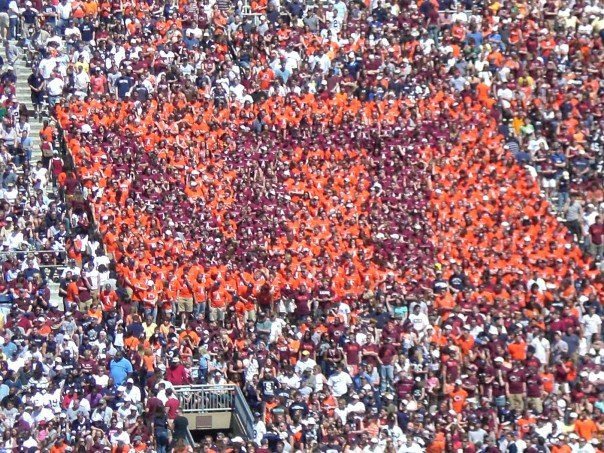
Sinh viên Đại học Penn State tạo hình chữ V T tưởng nhớ các nạn nhân.

Hàng trăm trường đại học trên khắp nước Mỹ gởi lời chia buồn, tổ chức những đêm canh thức, lễ tưởng niệm, và đề ra các biện pháp hỗ trợ. Một số trường quyên tặng tiền mặt và cung ứng các dịch vụ tư vấn. Cuộc thảm sát đã khiến nhiều trường đại học trong và ngoài Hoa Kỳ rà soát lại quy trình an ninh trong trường học cũng như các dịch vụ hỗ trợ sức khỏe tâm thần.
Gia đình của Cho bày tỏ sự đồng cảm với gia đình các nạn nhân, và miêu tả chi tiết các vấn đề tâm thần của Cho. Theo trích thuật của tờ The Daily Mirror, ông ngoại của Cho nói rằng Cho đáng chết. Thứ Sáu ngày 20 tháng 4, gia đình của Cho ra một thông báo bày tỏ sự đau buồn và xin tạ lỗi, thông báo này do chị của Cho, Sun-Kyung Cho, viết.
Nhiều nguyên thủ quốc gia và các nhân vật quốc tế, trong đó có Giáo hoàng Biển Đức XVI, Nữ hoàng Elizabeth II, và Tổng Thư ký Liên Hợp Quốc Ban Ki-moon, gởi lời chia buồn.

### Tranh luận
Cuộc thảm sát làm bùng nổ trở lại những tranh luận chính trị, những người ủng hộ luật kiểm soát súng cho rằng hiện nay người ta mua súng quá dễ dàng, bằng chứng là một người mắc bệnh tâm thần như Cho đã có thể mua hai khẩu súng bán tự động. Những người ủng hộ quyền sở hữu súng lập luận rằng chính sách không súng trong trường học của Virginia Tech đã không cho phép sinh viên và ban giảng huấn mang theo súng để tự vệ nên không ai có thể ra tay ngăn cản Cho hành động.

#### Bối cảnh
Các viên chức thực thi luật pháp tìm thấy trong vật dụng cá nhân của Cho một hóa đơn mua một trong những khẩu súng Cho sử dụng trong vụ thảm sát. Cho chờ đợi một tháng sau khi mua khẩu súng ngắn hiệu Walter P22 trước khi mua tiếp khẩu Glock 19. Cho dùng một băng đạn 15 viên cho khẩu Glock và băng đạn 10 viên cho khẩu Walther. Dù đã bị tẩy xóa, Phòng Thí nghiệm Quốc gia của ATF vẫn tìm ra số sêri của hai khẩu súng và truy tìm nguồn cung cấp.
Cư dân thường trú tại tiểu bang Virginia có quyền mua vũ khí miễn là có giấy tờ chứng minh, nhưng chỉ được phép mua một khẩu súng ngắn mỗi 30 ngày. Luật liên bang yêu cầu người bán súng phải lập thủ tục kiểm tra nhân thân người mua súng, và luật Virginia đòi hỏi kiểm tra các dữ liệu khác ngoài hệ thống NICS của liên bang. Một đạo luật liên bang năm 1968, được thông qua sau khi xảy ra các vụ ám sát cướp mạng sống Robert Kennedy và Martin Luther King, Jr., cấm những người "bị tòa xem là có khiếm khuyết tâm thần" mua súng. Điều khoản này có thể áp dụng cho Cho sau khi tòa Virginia tuyên bố Cho nguy hiểm vào cuối năm 2005 và buộc Cho phải điều trị tâm lý. Nhưng do sự thiếu đồng bộ giữa luật liên bang và luật tiểu bang, các viên chức tiểu bang đã không thông báo tình trạng pháp lý của Cho cho NICS. Ngày 30 tháng 4 năm 2007, Thống đốc Virginia giải quyết vấn đề này bằng cách ban hành một sắc lệnh xóa bỏ khoảng cách giữa hai hệ thống luật.
Tháng 8 năm 2007, ban điều tra Virginia Tech kêu gọi sửa đổi luật Virginia để làm sáng tỏ và củng cố các chuẩn mực trong quy trình kiểm tra nhân thân tại tiểu bang. Sau đó liên bang cũng thông qua luật cải thiện thủ tục thông tin giữa tiểu bang và hệ thống NICS của liên bang.
Vụ thảm sát cũng làm dấy lên những tranh luận về chủ trương cấm vũ khí của Virginia Tech. Nhà trường đã ban lệnh cấm nhân viên, sinh viên, tình nguyện viên, khách viếng sở hữu hoặc tồn trữ vũ khí trong khuôn viên trường học, ngay cả trong trường hợp có giấy phép mang súng. Tháng 4 năm 2005, nhà trường phát hiện một sinh viên mang súng có giấy phép vào lớp học; dù không khởi tố hình sự, phát ngôn viên của Virginia Tech nói rằng "nhà trường có quyền duy trì và thi hành chính sách (cấm vũ khí) nhằm bảo vệ sinh viên, nhân viên và ban giảng huấn cũng như khách mời và khách thăm viếng."

#### Chính trường
Có những phản ứng khác nhau về ảnh hưởng của luật kiểm soát vũ khí đối với vụ thảm sát. Một thông cáo của Nhà Trắng viết, "Tổng thống tin rằng người dân có quyền mang súng, nhưng chúng ta phải tuân thủ luật pháp." Chiến dịch Brandy Ngăn chặn Bạo động Súng nói rằng thật dễ dàng khi tiếp tục sở hữu các loại vũ khí có tác hại lớn đồng thời lên tiếng kêu gọi gia tăng các biện pháp kiểm soát súng. Ted Nugent thuộc Hiệp hội Súng trường Quốc gia, khi xuất hiện trên CNN, kêu gọi hủy bỏ các khu vực cấm súng, Nugent cũng đề cập đến các trường hợp những cá nhân mang súng có phép đã giúp chấm dứt các vụ bắn giết. Trong khi đó, Thống đốc Texas Rick Perry đề nghị bất cứ ai được cấp phép có quyền mang súng khắp mọi nơi ở Texas.
Một số viên chức chính phủ các nước khác cũng lên tiếng chỉ trích chính sách và luật pháp nước Mỹ về quy trình kiểm soát súng. Thủ tướng Úc khi ấy John Howard nói rằng chính nhờ siết chặt luật lệ kiểm soát súng sau khi xảy ra vụ bắn giết ở Tasmania năm 1996 Úc đã giải quyết tốt những vấn nạn trong văn hóa súng tại nước này.